# I liga polska w piłce nożnej (1960)
I liga w piłce nożnej 1960 – 26. edycja najwyższych w hierarchii rozgrywek ligowych polskiej klubowej piłki nożnej.
Tytułu bronił Górnik Zabrze. Mistrzostwo zdobył Ruch Chorzów.
| Poziomy rozgrywkowe w sezonie 1960 | Poziomy rozgrywkowe w sezonie 1960 | Poziomy rozgrywkowe w sezonie 1960 |
| Rozgrywki                          | P                                  | Nazwa                              |
| ---------------------------------- | ---------------------------------- | ---------------------------------- |
| Centralne                          | I                                  | I Liga                             |
| Centralne                          | II                                 | II Liga (2 grupy)                  |
| Okręgowe (18 okręgów)              | III                                | Liga Okręgowa                      |
| Okręgowe (18 okręgów)              | IV                                 | A klasa                            |
| Okręgowe (18 okręgów)              | V                                  | B klasa                            |

## Tabela
| Msc. | Nazwa klubu        | M  | Zw.-Rem.-Por. | Pkt. | Bramki |
| 1    | Ruch Chorzów       | 22 | 12-6-4        | 30   | 41:29  |
| 2    | Legia Warszawa     | 22 | 12-5-5        | 29   | 40:26  |
| 3    | Górnik Zabrze      | 22 | 12-4-6        | 28   | 52:32  |
| 4    | Odra Opole (b)     | 22 | 10-7-5        | 27   | 43:28  |
| 5    | Polonia Bydgoszcz  | 22 | 9-4-9         | 22   | 30:43  |
| 6    | Polonia Bytom      | 22 | 7-7-8         | 21   | 42:36  |
| 7    | Stal Sosnowiec (b) | 22 | 9-3-10        | 21   | 30:27  |
| 8    | Wisła Kraków       | 22 | 7-6-9         | 20   | 29:38  |
| 9    | Lechia Gdańsk      | 22 | 7-4-11        | 18   | 29:35  |
| 10   | ŁKS Łódź           | 22 | 5-8-9         | 18   | 28:36  |
| 11   | Gwardia Warszawa   | 22 | 6-5-11        | 17   | 31:37  |
| 12   | Pogoń Szczecin     | 22 | 3-7-12        | 13   | 25:53  |

Legenda:
|     | Mistrz Polski     |
|     | Spadek do II ligi |
| (b) | Beniaminek        |

## Najlepsi Strzelcy
| Gole | Strzelcy         | Drużyny           |
| ---- | ---------------- | ----------------- |
| 17   | Marian Norkowski | Polonia Bydgoszcz |
| 15   | Engelbert Jarek  | Odra Opole        |
| 15   | Jan Liberda      | Polonia Bytom     |

Wg 

## Klasyfikacja medalowa mistrzostw Polski po sezonie
Tabela obejmuje wyłącznie zespoły mistrzowskie.
|     | Klub             |   |   |   |
| --- | ---------------- | - | - | - |
| 1.  | Ruch Chorzów     | 9 | 2 | 4 |
| 2.  | Cracovia         | 5 | 2 | 2 |
| 3.  | Wisła Kraków     | 4 | 7 | 6 |
| 4.  | Pogoń Lwów       | 4 | 3 | 0 |
| 5.  | Warta Poznań     | 2 | 5 | 7 |
| 6.  | Legia Warszawa   | 2 | 1 | 3 |
| 7.  | Górnik Zabrze    | 2 | 0 | 2 |
| 8.  | Polonia Bytom    | 1 | 3 | 0 |
| 9.  | Polonia Warszawa | 1 | 2 | 2 |
| 10. | ŁKS Łódź         | 1 | 1 | 2 |
| 11. | Garbarnia Kraków | 1 | 1 | 0 |